# 윌리엄 조지 애스턴

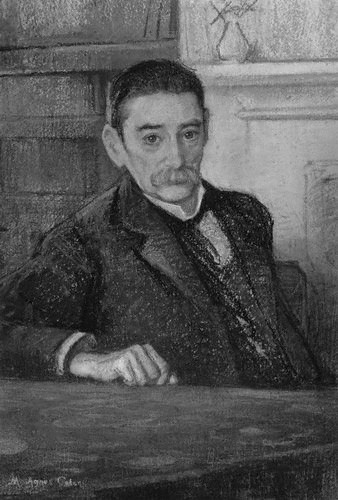
윌리엄 애스턴, 1911년.

윌리엄 조지 애스턴(William George Aston, 1841년 4월 9일 ~ 1911년 11월 22일)은 영국의 외교관, 작가이자 한국과 일본의 언어와 역사를 연구한 학자이다.
애스턴은 아일랜드의 데리 근교에서 태어났다. 1859년에서 1863년까지 퀸스 대학교 벨파스트에서 수학하면서 라틴어, 그리스어, 프랑스어, 독일어와 근대사를 익히며 문헌학을 공부했다. 이 당시 애스턴이 사사받은 교수 중에는 제임스 맥코시도 있다.
애스턴은 1864년에 일본 주재 영국 공사관에 견습 통역관으로 취직했다. 이때 일본어의 동사에 관한 이론을 연구했으며, 에도에서 어니스트 메이슨 사토와 함께 심오한 연구를 실시했다. 이 연구는 일본어를 연구한 서양 학자들에게 심대한 영향을 미쳤다. 애스턴은 1884년에 영사 업무를 위한 시험을 통과했고, 도쿄, 고베, 나가사키 등지의 영국 영사관에서 일했다.
1884년에서 1885년까지 애스턴은 조선 주재 영국 총영사로 근무했다. 그 뒤 1885년에 도쿄로 돌아가 일본 주재 영국 공사관의 서기관으로 일했다. 1889년에 애스턴은 신병을 이유로 국외 업무에서 은퇴했으며 영국에 정착했다.
외교관 일에서 은퇴한 이후, 애스턴은 일본 문학과 일본 종교에 대한 책들을 집필하고, 한국을 주제로 한 기사를 쓰며 여생을 보내다가 1911년 11월 22일에 데번 주의 비어에서 사망했다. 애스턴 사후 그가 수집한 일본어, 중국어, 한국어로 된 작품들은 케임브리지 대학교 도서관으로 들어갔다.